# Merv al-Rudh

Mapa de Jorasán y Transoxiana y sus principales ciudades a principios de la Edad Media.

Merv al-Rudh o Maru al-Rudh (en árabe: مرو الروذ‎; «Merv del Río») fue un poblamiento medieval del Jorasán. Se conocía también como Merv-i Kuchik (en persa: مرو کوچک‎, el «Pequeño Merv») para distinguirlo del cercano Maru al-Shahiyán o Gran Merv.
La ciudad estaba cerca de la moderna localidad afgana de Bālā Morġāb, donde el río Murgab abandona las montañas de Garyistán y entra en la estepa del desierto de Karakum. La moderna población de Maruchak o Merv-i Kuchik, pese a conservar el nombre de la ciudad medieval, parece estar ubicada donde antes se hallaba un suburbio de esta llamado Qasr-i Ahnaf.
La ciudad existió ya en tiempos preislámicos: su fundación se atribuya al rey sasánida Bahram V (420-438). Su nombre original en persa era Marwirōd (مرورود) o Marvirot (Mrot en armenio), que pervivió en las nisbas árabes posteriores como al-Maruarrudhi y al-Marrudhi. Se sabe que tenía un obispo nestoriano en el 553, y en el 652, durante la conquista musulmana de Persia, el gobernador del lugar, Badham, se sometió a los musulmanes y se hizo su vasallo.
Los geógrafos abasíes indican que la ciudad era el centro de una región agrícola floreciente y que contaba con varios suburbios como Qasr-i Ahnaf. Según al-Muqaddasi, que escribió en torno al 980, los lugareños estaban emparentados con los habitantes del Garyistán, y la ciudad dependía de los señores (shir), de este. Una parte del barrio harbiyya de la ciudad redonda de Bagdad se llamó marurūdia (مرورودية) por los habitantes de esta ciudad centroasiática. La ciudad siguió floreciendo en tiempos del Imperio selyúcida; el selyúcida Ahmad Sanyar le construyó una nueva muralla de cinco mil pasos de perímetro. La ciudad y el territorio circundante padecieron los conflictos constantes entre los jorezmitas y los guríes de finales del siglo XII, y en ella se libró una batalla entre el gurí Ghiyaz al-Din Muhammad (1163-1202) y su rival jorezmita Sultan Sah (1172-1193) en 1190. A pesar de que la ciudad parece haberse librado de la destrucción a diferencia de Merv, arrasada por los mongoles, se arruinó durante el período timurí y fui casi totalmente abandonada.